# Tresorit
Tresorit ist ein Filehosting-Dienst (auch Cloud Storage genannt). Das gleichnamige Unternehmen hat seinen Holdingsitz in Luxemburg sowie Niederlassungen in der Schweiz, Ungarn und Deutschland. Es legt den Schwerpunkt auf erhöhte Sicherheit und Verschlüsselung. Der Name „Tresorit“ ist angelehnt an das deutsche Wort "Tresor". Der Dienst ist kostenpflichtig. Die Business-Version bietet 1 TB Speicherplatz pro Nutzer und erweiterte Sicherheitsfunktionen wie digitale Rechteverwaltung (DRM) und granulare Zugriffsrechte. Tresorit wurde wiederholt als sichere Alternative zu Dropbox bezeichnet.
Tresorits Service kann mittels Desktop-Client sowie browserbasierten und mobilen Apps genutzt werden. Bisher ist die Software für Windows, macOS, Android, Windows Phone 8, iOS und Linux verfügbar. Dies ermöglicht Nutzern eine vergleichbar große Plattformunabhängigkeit.
Neben dem Cloudspeicherprodukt "Tresorit" für Endnutzer bietet die Firma Tresorit außerdem das Software Development Kit "ZeroKit" für Entwickler anderer Anwendungen an.

## Geschichte
Tresorit wurde 2011 von den ungarischen Programmierern Istvan Lam, aktueller CEO, Szilveszter Szebeni, der momentan als CIO fungiert, und Gyorgy Szilagyi, CPO, gegründet.
Die Markteinführung für Tresorits clientseitig verschlüsseltem Cloudspeicher erfolgte nach einer geheimen Beta-Testphase im April 2014.
Als im August 2015 Wuala, ein Pionierunternehmen im Segment sicherer Cloudspeicher, nach sieben Jahren die Einstellung des Diensts ankündigte, wurde den Nutzern Tresorit als sichere Alternative empfohlen.
Seit Ende 2015 sind Websites und Software auf Deutsch verfügbar.
2016 wurde der Unternehmensgründer Istvan Lam für seine zukunftsweisende Arbeit im Technologiesektor vom Forbes-Magazin auf die europäische Liste der "30 under 30" aufgenommen.
Parallel zur Softwareanwendung Tresorit für Endnutzer veröffentlichte das Unternehmen Ende 2016 eine Beta-Version für ein Software Development Kit (SDK) namens „ZeroKit“ für Entwickler. Im Januar 2017 informierte Apples SDK-Projekt CareKit, dass Entwicklern von Gesundheits-Apps mit ZeroKit eine Integration von Zero-Knowledge-Authentifizierung in CareKit-basierten Apps zur Verfügung steht.
Am 8. Juli 2021 meldete Tresorit, dass Die Schweizerische Post eine Mehrheit der Anteile an der Firma übernommen hat.

## Funktionsweise
Tresorit verschlüsselt Dateien unter Verwendung von clientseitiger Verschlüsselung nach AES-256-Standard, bevor diese in die Cloud – als Cloud wird Microsoft Azure genutzt – hochgeladen werden. Zusätzlich werden Dateien mittels HMAC-Message-Authentication-Codes, die auf SHA-512-Hashes angewendet werden, geschützt.  
Das Unternehmen bezeichnet die verschlüsselten Dateiordner als "Tresore". Tresore werden durch den Client automatisch mit der Cloud synchronisiert, wenn Dateien hinzugefügt oder daraus entfernt werden. Dies ist vergleichbar mit der Funktionsweise von Box.com und Dropbox. Der Hauptunterschied zwischen Tresorit und diesen Konkurrenzunternehmen besteht darin, dass Tresorit clientseitige AES-256-Verschlüsselung bereits lokal auf die Dateien angewendet wird und die Daten damit verschlüsselt in die Cloud hochgeladen werden. Dies kann oder muss bei den Mitbewerbern manuell gemacht werden oder mit Drittanbietersoftware nachgerüstet werden. Außerdem können Tresorit-Nutzer die mit Ende-zu-Ende-Verschlüsselung geschützten Dateien und Ordner mit anderen Nutzern teilen, um gemeinsam daran zu arbeiten, was die Sicherheit der Dokumente für jeden Schritt des Datentransfers gewährleistet.
Neben weiteren Sicherheitsmaßnahmen ist der Kodierschlüssel nur für den Endnutzer zugänglich. Die Verwendung von Zero-Knowledge-Verschlüsselungsprotokollen bedeutet, dass das Unternehmen keinen Zugriff auf die Verifizierungsdaten der Nutzer hat. Durch dieses Prinzip können Nutzerdaten weder von Tresorits Servern gehackt, nutzbar gestohlen oder versehentlich freigegeben, noch auf Anfrage an Regierungsbehörden lesbar weitergeleitet werden.

## Hacker-Wettbewerb
In den Jahren 2013 und 2014 veranstaltete Tresorit einen Hacker-Wettbewerb, in dem das Unternehmen jedem Teilnehmer 10.000 $ versprach, der die Verschlüsselungsmethode hacken und Zugriff auf Tresorits Server nehmen könne. Nach einigen Monaten wurde das Preisgeld auf 25.000 $ und schließlich auf 50.000 $ erhöht. Die Teilnehmer kamen unter anderem aus Institutionen wie Harvard, Stanford oder MIT. Der Wettbewerb dauerte 468 Tage und niemandem gelang es, Tresorits Verschlüsselung zu brechen. 

## Rezeption
Tresorit erhielt eine Anzahl von Nominierungen und Auszeichnungen. Up-Cloud Rewards nannte Tresorit als eine der Top-5-Cloudsicherheitslösungen 2012. 2017 war das Unternehmen mit dem Cloudspeicherprodukt unter den Finalisten des Cybersecurity Excellence Awards in der Kategorie Verschlüsselung. Im Cloudspeichervergleich des Vergleichsportals Netzsieger im Juli 2017 erreichte Tresorit mit 4,78 von 5 Punkten das zweitbeste Ergebnis aller getesteten Anbieter. Trusted.de bewertete den Dienst im Test mit 90 Prozent bzw. der Note 'sehr gut' mit besonders guten Ergebnissen für Sicherheit, Nutzerfreundlichkeit und Support.